# 鍾培生
鍾培生（英語：Derek Cheung，1990年12月23日—），香港電子競技有限公司創辦人兼行政總裁、香港遊戲產業協會理事，以及國際電子競技玩家，被媒體稱為「香港電競之父」。

## 个人经历
鍾培生曾祖父為福建畲族僑商鍾銘選（又名鍾奕莊），祖父為華廈置業創辦人，人稱「工廈大王」的鍾江海，父親則是華廈置業現任執行董事鍾仁偉。他早年就讀聖保羅男女中學附屬小學和聖保羅男女中學，及後到英國讀Brambletye School及Bloxham School。16歲进入大學主修數學與經濟學，2012年從美國南加州大學畢業。2013年，他從投資銀行工作轉向電競行業，成立香港電子競技有限公司，並於2018年以創辦人的身份入選福布斯亚洲《30位30岁以下精英》（30 UNDER 30）的「消費科技」項目，福布斯称其專注於內容創作、活動製作和團隊管理。
2019年7月起，於YouTube經營個人頻道，內容主要以分享對不同話題的想法及回饋影片為主，至今已發展成超過14萬訂閱的頻道。
2021年2月，與藝人林作於網上掀起罵戰，並召開記者會表示於2021年9月18日舉辦培生擂台（培生擂台：無敵盃），邀請名人及拳手等出席參賽，並提供售票觀眾的門票最貴達二萬多元，鍾培生表示收益將回饋其Youtube頻道培生培心會員。
2023年，與知名實況主Toyz於網上掀起罵戰，並宣布參加7月5日拳上2023 終於之戰拳擊賽事，鍾培生及Toyz分別獲得1000萬及300萬港幣的拳酬獲邀出戰，在當天門票完全售出，多達萬人的觀眾下，鍾培生以TKO之姿擊敗Toyz。

## 香港電子競技有限公司
香港電子競技有限公司（英語：Hong Kong Esports Limited，縮寫作“HKES”）旗下擁有《王者榮耀》、《英雄聯盟》、《鬥陣特攻》、《部落衝突：皇室戰爭》、《爐石戰記》、《傳說對決》等多個職業電競隊伍，隊員主要來自港台兩岸。2016年，公司将众游戏分部迁至台灣，香港則保留旗下多媒體、IT及其他行政業務。2017年初，HKES完成1,000萬美元的A輪融資，估值逾一億港元。

## 遊戲成就
- 《神鬼奇兵》全伺服器第一
- 《聖魔之血》全伺服器第一
- 《海島奇兵》：曾获世界第一 [10]
- 《暗黑3》：專家級煉獄Diablo的亞洲首殺。[11]
- 《爐石傳說》：全金卡全球第一人。[12]
- 《部落衝突：皇室戰爭》：曾經連續三個賽季排在世界头名，大號小號分別世界第一第二。[10]
- 《魔獸世界》 S3 美國伺服器 2v2 全區第一
- 《傳說對決》 S2 曾經的全伺服器第一
- 《平安京》 台港澳伺服器 第四
- 《英雄聯盟》 S2 美國伺服器前七 S3 台港澳伺服器菁英 職業聯賽最高 KDA 13:1:6 雖然只上陣一次
- 《劍與遠征》 中國一號伺服器 戰力第一
- 《權力的遊戲：凜冬將至M》：K5伺服器最高戰力。[13]
- 《Soul of Eden》 連續10屆世界第一

## 相關刊物
鍾培生曾登上2016年第6期《傑出人物》刊物的封面人物。《傑出人物》以“香港電競第一人”形容鍾培生，封面故事內文講述鍾培生打造香港首個電競專業公司的親身經歷，以及展出多張HKES舉辦過的活動照片。
为纪念香港回歸二十週年，華商領袖（北京）文化傳媒有限公司推出《華商領袖》一书。書籍記錄了五十名華人商界領袖的營商事跡和故事，鍾培生是其中一名，其餘包括李嘉誠、楊受成、李兆基等人。

### 著作
《我們的夢想 ─ 電競運動的革命家》講述了鍾培生的童年成長經歷，美國留學生活以及如何創辦香港電子競技有限公司。書籍于2017年香港書展首次公開發售。

## 參與電影
- 2020年《＃PTGF出租女友》出品人

## 外部連結
- 鍾培生的Facebook專頁
- 鍾培生的Instagram帳戶
- YouTube上的鍾培生頻道
- 鍾培生的Twitch频道
- 鍾培生在香港影庫上的簡介